# Randy Neugebauer
Robert Randolph Neugebauer dit Randy Neugebauer, né le 24 décembre 1949 à Saint-Louis (Missouri), est un homme politique américain, élu républicain du Texas à la Chambre des représentants des États-Unis de 2003 à 2017.

## Biographie
Randy Neugebauer grandit à Lubbock. Diplômé de Texas Tech en 1972, il devient homme d'affaires.
Il siège au conseil municipal de Lubbock de 1992 à 1998.
Le 6 juin 2003, il est élu à la Chambre des représentants des États-Unis dans le 19e district du Texas à l'occasion d'une élection partielle visant à remplacer Larry Combest (en), démissionnaire. En 2004, Neugebauer est reconduit pour un mandat complet avec 58,4 % des suffrages face au démocrate Charles Stenholm. Il est par la suite réélu tous les deux ans, rassemblant toujours plus des deux tiers des voix.
Il annonce en septembre 2015 qu'il n'est pas candidat à un huitième mandat lors des élections de 2016.